# Hanja
Hanja (koreanisch: 한자; Hanja: 漢字; IPA [haːnʦ͈a]; dt. etwa „Han-Zeichen“) sind chinesische Schriftzeichen, die für die koreanische Sprache verwendet werden. In Nordkorea sind sie seit 1949 für den offiziellen Gebrauch in Publikationen abgeschafft.

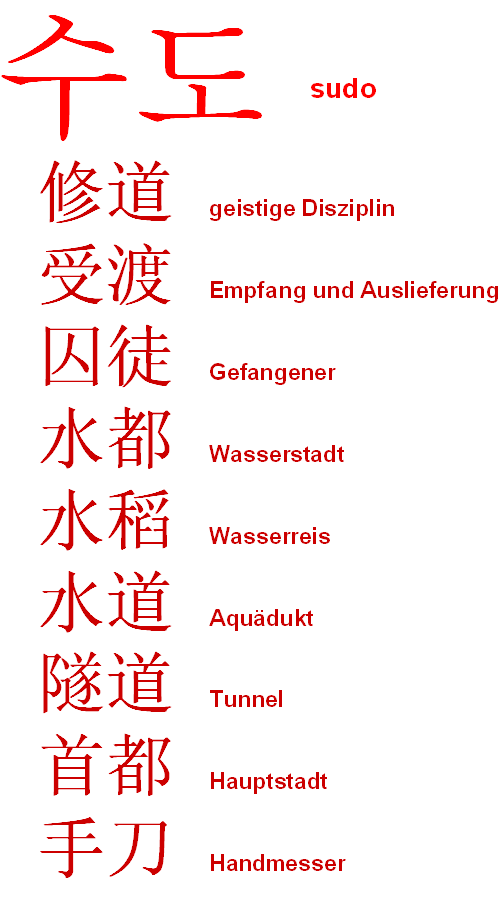
Homophone sudo

Verwendet werden Hanja in Namen, wie Personen- oder Ortsnamen, und zur Herstellung von Eindeutigkeit bei homophonen Wörtern. Dazu werden die Hanja des Wortes zusätzlich zur Schreibung mit dem koreanischen Alphabet in Klammern angegeben. Hanja entspricht der traditionellen Schreibweise klassischer chinesischer und japanischer Schriftzeichen und hat im Laufe der Zeit nur wenige Änderungen erfahren. Das sino-koreanische Vokabular findet hauptsächlich im akademischen Bereich Verwendung.

## Geschichte
Während der japanischen Besatzung Koreas wurde der Gebrauch von chinesischen Schriftzeichen durch die japanischen Autoritäten erzwungen, wie es bereits in Japan der Fall war und der Gebrauch von Hangul verboten. 
Nordkorea schaffte mit der Staatsgründung die chinesischen Schriftzeichen ab, revidierte diesen Schritt 1964 wieder und verlangt von seinen Schülern die Kenntnis von etwa 2000 Hanja. Auch Südkorea unter Präsident Park Chung-hee ließ 1970 die chinesischen Schriftzeichen aus den Lehrbüchern der Schulen entfernen, da das koreanische Alphabet leichter zu lernen ist und so der Alphabetisierungsgrad der Bevölkerung leichter anzuheben wäre. Doch 1975 änderte die Regierung ihre Bildungspolitik bereits wieder und das Erziehungsministerium veröffentlichte die Liste von 1800 Hanja, die für die Schüler verbindlich sein sollten.
Heute werden Hanja fast ausschließlich auf Landkarten und für die Schreibung von Personennamen benutzt. Der Unterricht beginnt in Südkorea in der siebten Klasse und endet mit der Abschlussklasse 12. Das Pensum an Hanja für die Schüler beträgt 1800 Schriftzeichen, etwa 300 Zeichen weniger als japanische Schüler (allerdings von der ersten bis zur neunten Klasse) zu lernen haben. Auf Universitäten werden in manchen Fächern weitere Hanja der jeweiligen Fachrichtung gelehrt.
In Texten, die ansonsten ausschließlich mit dem koreanischen Alphabet geschrieben sind, werden chinesische Schriftzeichen bei Bedarf angegeben, um die Etymologie hervorzuheben bzw. die Bedeutung von Eigennamen und Homophonen zu klären.
So wurde der Name im Reisepass in lateinischen, koreanischen und noch vor einigen Jahren auch in den chinesischen Schriftzeichen angegeben.
Zeitungen und wissenschaftliche Publikationen waren oder sind noch Bereiche, in denen die Verwendung noch stattfindet. Diese Texte beschränkten sich vor allem nicht auf die in der Schule gelehrten 1.800 chinesischen Zeichen, sondern gingen darüber hinaus. Im Journalismus kam es seit Ende der 1980er Jahre zur allmählichen Abschaffung der Benutzung von chinesischen Zeichen. Dies lag daran, dass die Generation, die nicht mit dem Chinesischen vertraut war, zu den Ziellesern heranwuchs.
In wissenschaftlichen Texten wird die Darstellung der chinesischen Zeichen noch praktiziert, vor allem in den geisteswissenschaftlichen Gebieten. Unter diesen besteht ein Unterschied zwischen den westlich-orientierten und den orientalisch-basierten Bereichen. Wenn in den älteren wissenschaftlichen Generationen die alleinige Angabe chinesischer Zeichen bei Begriffen eine Selbstverständlichkeit war, ist eher eine parallele Verwendung üblich, indem das Chinesische hinter dem Koreanischen in Klammern angegeben wird.
Etwa ein Jahrzehnt nach der Aufnahme diplomatischer Beziehungen mit der Volksrepublik China und dem gleichzeitigen Abbruch der Beziehungen zur Republik China (Taiwan) wurde in Seoul das erste Konfuzius-Institut errichtet. Dieses Institut hatte zum Ziel, die Verwendung chinesischer Schriftzeichen im Ausland zu fördern.

## Aussprache
Viele Wörter sind zweimal in der koreanischen Sprache vorhanden, einmal rein koreanischen Ursprungs und ein zweites Mal in sinokoreanischer Form, also chinesischen Ursprungs. Zum Beispiel bedeutet das Schriftzeichen 木 „Baum“ und wird mok (목) ausgesprochen. Das rein koreanische namu (나무) hat die gleiche Bedeutung, kann aber im Gegensatz zu den meisten sinokoreanischen Sememen wie mok auch allein stehen. Im heutigen Hanja wird die phonetische Lesung eumdok (음독, 音讀) verwendet, das Hanja 木 wird daher für mok und nicht namu benutzt. Für rein koreanische Wörter wie Seoul existieren keine Hanja.
Bei Hanja-Wörtern handelt es sich meist um Fachbegriffe. Ausnahmen stellen Wörter wie san „Berg(e)“ (산), mun „Tür“ (문) und byeok „Wand“ (벽) dar, welche die archaischen Wörter moe „Berg“ (뫼), dat „Verschließung“ (닫) und dam „Mauer“ (담) verdrängt haben, die jedoch in zusammengesetzten Wörtern wie moedoeji „Wildschwein“ (뫼돼지, wörtlich „Bergschwein“) und doldam „Steinmauer“ (돌담) noch erhalten sind.

### Eumhun
Die Aussprache jedes Hanjas wird in einer Zusammensetzung aus der Aussprache (eum-, 음 bzw. 音) und dem zur Erläuterung oder zum Beibringen (-hun, 훈 bzw. 訓; auch saegim 새김 genannt, d. h. „Erläuterung“) des Zeichens verwendeten semantischen Wert und wiedergegeben. Zusammen bildet dieses eumhun sozusagen den Namen des Hanjas.
Beispiel 1
Das Zeichen 日 „Tag“ wird auf Koreanisch nal il (날 일) genannt. Nal il heißt so viel wie „Tag-/il/“ oder „[Zeichen, das] Tag [bedeutet und] il [ausgesprochen wird]“ – nal ist das rein koreanische Wort für „Tag“, il ist die koreanische Aussprache des Zeichens 日, die mit der mandarinchinesischen Aussprache rì verwandt ist.
Beispiel 2
Das Zeichen 一 „eins“ wird auf Koreanisch han il (한 일) genannt. Han il heißt so viel wie „Eins-/il/“ – han ist das rein koreanische Wort für „eins“, il ist die koreanische Aussprache des Zeichens 一, die mit der mandarinchinesischen Aussprache yī verwandt ist.
Die beiden gleichlautenden (il, il) und mit dem koreanischen Alphabet gleich geschriebenen (일, 일) Sememe können anhand ihrer eumhun-Namen (nal il, han il), ihrer Hanja-Schreibungen (日, 一) oder durch den Kontext unterschieden werden. Samsibil kann je nach Kontext „31“ (三十一) oder „der 30. Tag [eines Monats]“ (三十日) bedeuten.
Der semantische Wert wird in beiden Beispielen mit einem rein koreanischen Wort angegeben, in anderen Fällen auch mit einem gemischt rein und sinokoreanischen Wort oder mit einem rein sinokoreanischen Wort. Oft kommt das benannte Semem in der semantischen Angabe selbst vor, z. B. 字 = geulja ja (글자 자) oder die semantische Angabe besteht nur daraus, beispielsweise 門 = mun mun (문 문).